# Катастрофа на Ан-12 на „Транс Еър Конго“ в Конго през 2011 г.
На 21 март 2011 г. транспортен самолет „Антонов Ан-12“ на „Транс Еър Конго“ изпълнява вътрешен товарен полет от летище Мая-Мая, Бразавил, до международното летище „Августин-Нето“, Поант Ноар, Република Конго. По време на последния подход към летището самолетът се преобръща и се разбива в земята в гъсто населен квартал на Поант Ноар, което причинява смъртта на всички 4 души на борда, както и още 19 на земята; други 14 са ранени. Метеорологичните условия по това време са отчетени като добри. Според руското посолство машината прави опит за аварийно приводняване в морето, но не успява да завърши маневрата.
Видеозапис от инцидента показва как самолетът се преобръща надясно и се спуска обърнат към земята. Във видеото летателният апарат изглежда правилно конфигуриран за кацане, с разпънати колесник и задкрилки, но само двигатели № 1 и 2 работят, заради характерния дим,[ неясно? ] който излиза от тях, докато са в работен режим. Повреда на двата двигателя на едно и също крило за този тип самолет може да доведе до загуба на контрол поради липсата на достатъчна сила на кормилото, която да противодейства на асиметричната тяга.